# Pannai
XIe siècle – XIVe siècle
Entités suivantes :
- Majapahit

Pannai (également orthographié Panai ou Pane) était un royaume bouddhiste qui a existé au XIe siècle et au XIVe siècle situé dans le nord-est de Sumatra. Le royaume était localisé autour des vallées des fleuves Barumun et Panai, aujourd'hui situés dans le kabupaten de Labuhan Batu et le kabupaten de Tapanuli du Sud dans le Sumatra du Nord en Indonésie.

## Historiographie
Du fait de la rareté des sources historiques sur cette région à cette époque, le royaume est peu connu. Les sources mentionnant ce royaume viennent principalement d'Inde et de Java. Les historiens suggèrent que le royaume de Pannai était probablement une principauté ou un vassal allié du mandala de Sriwijaya et, plus tard, du royaume de Dharmasraya.

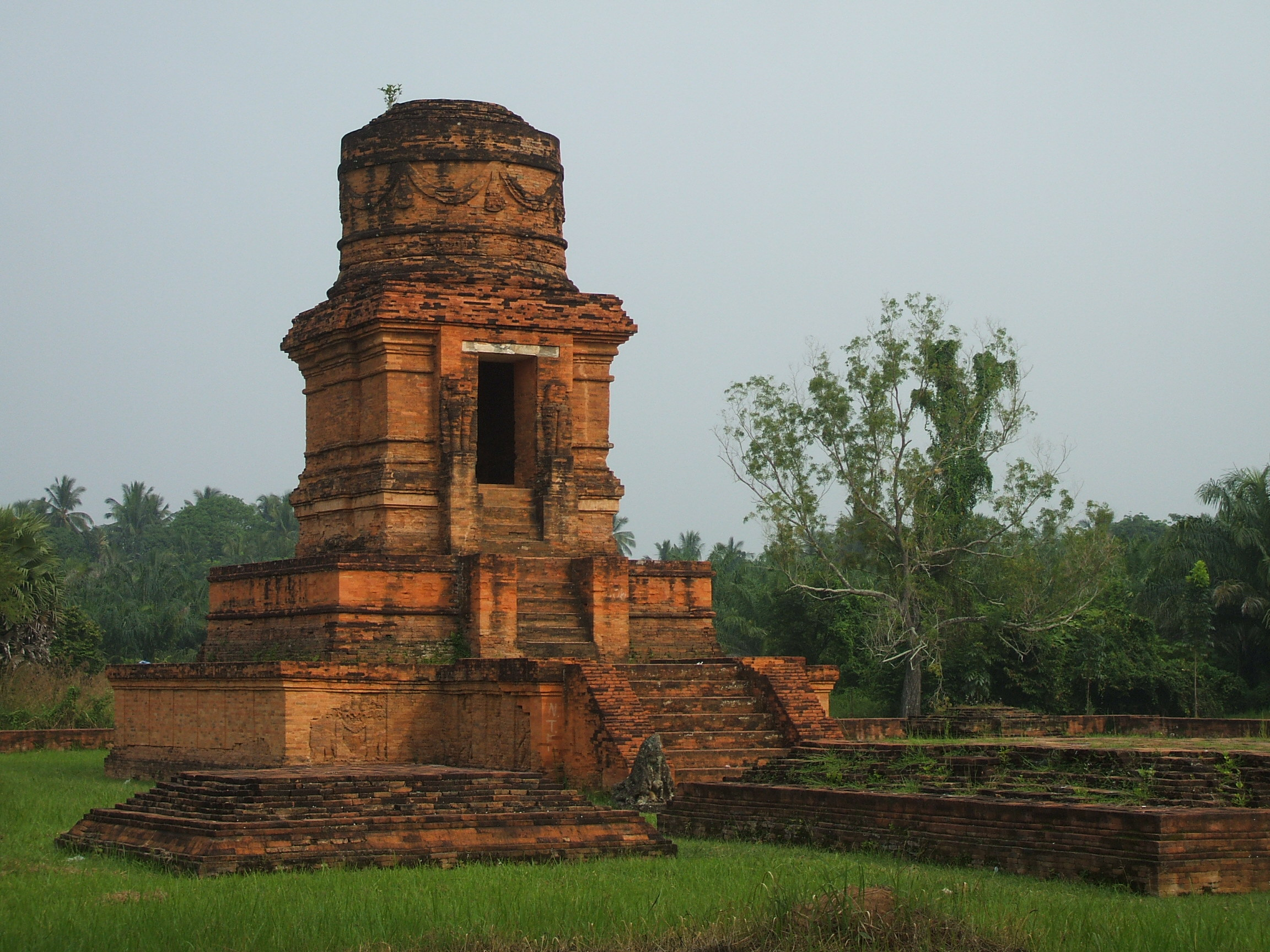
Temple Bahal 1

Malgré le manque d'écrits historiques locaux, seize temples bouddhistes vajrayāna ont été découverts en amont de ces deux fleuves. Ces temples sont réunis dans le complexe archéologique de Padang Lawas, l'un d'entre eux étant le temple Bahal. Les experts suggèrent que l'existence de ces temples est liée au royaume de Pannai. Ils étaient probablement destinés à la formation de moines-soldats ayant un rôle de défense du détroit de Malacca.
Le royaume de Pannai, d'après des inscriptions trouvées en Inde, serait tombé à la suite d'une attaque inattendue, de l'arrière, venant de Chola, la dynastie hindouiste qui venait de prendre le contrôle de Sriwijaya. L'existence de ce royaume est d'ailleurs mentionnée sur l'inscription de Tanjore écrite en tamoul et datée entre 1025 et 1030. On doit cette inscription à Rajendra Chola I, roi de la dynastie Chola dans le sud de l'Inde. Il cite Pannai et ses lacs comme faisant partie de ses conquêtes lors de sa campagne contre Sriwijaya.
L'autre évocation du royaume apparaît dans le Nagarakertagama de Mpu Prapanca (Majapahit, 1365). Panna y est cité comme étant un royaume de Sumatra sous influence Majapahit.
L'île de Panay aux Philippines tiendrait son nom du royaume de Pannai.